# Richard de Vere
Richard de Vere, 11e graaf van Oxford, (Castle Hedingham, 15 augustus 1385 – Earls Colne, 15 februari 1417) was een Engelse edelman.

## Levensloop
Richard was de oudste zoon van Aubrey de Vere, graaf van Oxford, uit diens huwelijk met Alice, dochter van baron John Fitzwalter. Hij was nog minderjarig toen zijn vader in 1400 overleed. Aanvankelijk werd hij onder het regentschap van zijn moeder geplaatst, maar na haar dood in 1401 schonk koning Hendrik IV van Engeland het regentschap aan zijn schoonmoeder Joan FitzAlan, de moeder van zijn eerste echtgenote Mary de Bohun. Op 21 december 1406 kwam Richard officieel in het bezit van zijn landerijen.
In augustus 1412 was hij een van de militairen die onder leiding van Thomas van Clarence naar Normandië zeilde om de Armagnacs bij te staan in hun burgeroorlog tegen de Bourguignons. In augustus 1415 was hij een van de edelen in de rechtbank die Richard van Conisburgh en Henry Scrope ter dood veroordeelde voor hun aandeel in het Southampton Plot dat als doel had om koning Eduard V af te zetten. Een paar dagen na hun proces zeilde Richard de Vere naar Frankrijk en op 25 oktober 1415 was hij een van de Engelse legeraanvoerders in de Slag bij Azincourt, waarbij de Fransen een desastreuze nederlaag leden. In mei 1416 werd hij toegelaten tot de Orde van de Kousenband en hetzelfde jaar zeilde hij met de Engelse vloot naar Frankrijk om Harfleur te bevrijden. Op 15 augustus 1416 vocht hij tevens mee in de zeeslag aan de monding van de Seine.
In februari 1417 stierf Richard de Vere op 31-jarige leeftijd. Hij werd bijgezet in Earls Colne en zijn bezittingen werden geërfd door zijn minderjarige zoon John de Vere.
Richard DeVere was van 1979 tot 1981 een personage in de sitcom To the Manor Born.

## Huwelijken en nakomelingen
Omstreeks het jaar 1399 huwde hij met zijn eerste echtgenote Alice Holland (1392-1406), dochter van John Holland, hertog van Exeter. Uit dit huwelijk werden geen kinderen geboren.
Rond 1406-1407 hertrouwde hij met Alice Sergeaux (1386-1452), dochter van Richard Sergeaux en weduwe van Guy St Aubin. Na zijn dood zou Alice trouwen met Nicholas Thorley. Ze kregen drie kinderen:
- John (1408-1462), graaf van Oxford
- Robert (1410-1461), seneschalk van Gascogne, huwde met Joan Courtenay, dochter van Hugh Courtenay en weduwe van Nicholas Carew.
- Richard, huwde met Margaret Percy, dochter van Henry Percy en weduwe van baron Henry Grey